# Javier Valencia
Javier Valencia (Tumaco, Nariño, Colombia; 5 de mayo de 1987) es un exfutbolista colombiano. Jugó de mediocampista. Actualmente es Licenciado en Educación Física, hace de entrenador en categorías inferiores y formadoras del deportivo Pasto, hoy en día también hace de entrenador de fútbol de escuelas deportivas de formación, tiene la licencia PRO .

## Clubes
| Club             | País      | Año  |
| ---------------- | --------- | ---- |
| Deportivo Pasto  | Colombia  | 2007 |
| Deportes Tolima  | Colombia  | 2008 |
| Cúcuta Deportivo | Colombia  | 2012 |
| Unión Magdalena  | Colombia  | 2013 |
| Real Estelí      | Nicaragua | 2015 |